# Andro Giorgadze
Andro Giorgadze, gruz. ანდრო გიორგაძე (ur. 3 maja 1996 w Tbilisi, Gruzja) – gruziński piłkarz, grający na pozycji obrońcy.

## Kariera piłkarska

### Kariera klubowa
W 2015 rozpoczął karierę piłkarską w klubie Merani Martwili. 11 lipca 2017 podpisał kontrakt z Worskłą Połtawa. 27 czerwca 2019 opuścił połtawski klub. 5 września 2019 został piłkarzem Fastavu Zlín. 27 stycznia 2020 przeszedł do Karpat Lwów.

### Kariera reprezentacyjna
Występował w młodzieżowej reprezentacji Gruzji.